# Droga krajowa B419 (Niemcy)
Droga krajowa 419 (niem. Bundesstraße 419) – niemiecka droga krajowa przebiegająca na osi północ - południe od drogi B51 w Konz wzdłuż granicy na rzece Mosel z Luksemburgiem do przejścia granicznego z Francją koło Perl w Saarze.